# دينيس إيفانز
دينيس إيفانز (بالإنجليزية: Denis Evans)‏ (و. 1951 – م) هو فيزيائي، وكيميائي من أستراليا .

## التعليم
تعلم في الجامعة الوطنية الاسترالية